# 菅原峻
菅原 峻（すがわら たかし、1926年9月14日 - 2011年6月24日）は、北海道二海郡八雲町出身の図書館コンサルタント。「日本初の図書館コンサルタント」であるとされることがある。25年間にわたって日本図書館協会に勤務して『中小レポート』などに関与した後、図書館計画施設研究所を創設して独立した。

## 経歴

### 若き頃
1926年（昭和元年）に北海道渡島支庁の二海郡八雲町に生まれ、旧制北海道庁立八雲中学校を卒業後に八雲町役場に就職した。日中戦争時には少年兵として志願し、神奈川県高座郡相模原町淵野辺の陸軍兵器学校で特別幹部候補生となったが、1945年（昭和20年）8月の終戦後には復員して八雲町役場に復職した。
ここでの仕事の一つに進駐軍に様々なレクリエーション（テニス、スクエア・ダンス等）を習い、それを町民に教えるということがあった。また機器を担いで方々へ出向き映画の上映会を催したり、町の青年会の行事としてシェークスピアの戯曲「ベニスの商人」上演を企画し自らは主役アントニオに扮した。
八雲町役場教育委員会が新設されると、教育委員会で公民館図書室の運営などに携わった。なお、役場に勤めながら夜間には新制高校の定時制で学ぶが、同時期に町が公募した「八雲町の未来」と題する論文が第一席に選ばれ、ご褒美の東京視察旅行で一層向学心を刺激された。
公民館時代に『農村図書館』『光村々に』（柏葉書院）と出会って“未来の図書館の姿”を見つけると、北海道では先進的な図書館として知られていた市立函館図書館に列車で3時間かけて赴き、岡田健蔵の娘であり司書の岡田弘子に指導を受けている。岡田弘子の出身校である文部省図書館職員養成所の存在を教えられると、八雲町役場を退職して上京し、1951年（昭和26年）図書館職員養成所に合格、図書館情報学を学ぶこととなる。
この時すべり止めに受験した法政大学の合格も捨て難く法政は夜間部に変更し、千代田区番町の学生会館に住みながらダブル・スクール生活が始まる。昼夜の学校の合間の数時間は三井金属の図書室でのアルバイトにも精を出した。
尚、アララギ派の歌人に傾倒し小学校時代に既に見様見真似で級友と短歌の小冊子を作る等していたため、進学の上京の際に故郷で贈られた餞別の寄せ書きには、「芥川賞は君を待っている」など、まだ海のものとも山のものとも知れぬ図書館人への言及ではなく、殆どが法政大学で国文学を修めることへのエールだった。（法政大学の卒論は「斎藤茂吉」）

### 日本図書館協会
1953年（昭和28年）3月に文部省立図書館職員養成所を卒業し、4月に社団法人日本図書館協会に勤務した。在職中の日本図書館協会は、1963年（昭和38年）に画期的な『中小レポート』を、1971年（昭和46年）に中小レポートを発展させた『市民の図書館』という提言をまとめている。『市民の図書館』の中心となったのは前川だったが、のちに刊行された増補版を執筆した。中小レポートでは公共図書館のあるべき姿が明確になったとされる。
それらを経て1970年代には東京都の日野市立中央図書館、町田市立図書館、昭島市民図書館、千葉県の千葉市立北部図書館、広島県の福山市民図書館など、高い評価を受ける図書館が続出した。
余談だが1968年に駐日アメリカ大使から一通の手紙が舞い込んだ。曰く「日本の図書館の将来を担う人物として貴方が推薦されました」それにより1969年にアメリカからの招待、アメリカ国費での一か月以上に及ぶ図書館視察旅行が実現する。この時42才、図らずも人生の折り返し地点に起きた人生最大の出来事である。
まだ海外渡航が一般的ではないこの時代、羽田空港には元文部大臣含め100人以上の見送りが参集し万歳三唱で送られた。また旅行中にアポロ11号の月面着陸があったため、アメリカの地方新聞の第一面にアポロの写真の下段に日本からの客人として載るなどした。
1960年の日米安保闘争時には、連日国会を取り囲むデモに参じた身であるが「アメリカに足を向けて寝られない」とは、その後よく口にした言葉であり、このアメリカの図書館視察により日本の図書館発展への責任を自らに課すようになる。
1975年（昭和50年）にはフィンランドで開催されたユネスコ図書館建築会議に参加。その後もアメリカ合衆国と北欧は幾度となく再訪している。

### 図書館計画施設研究所

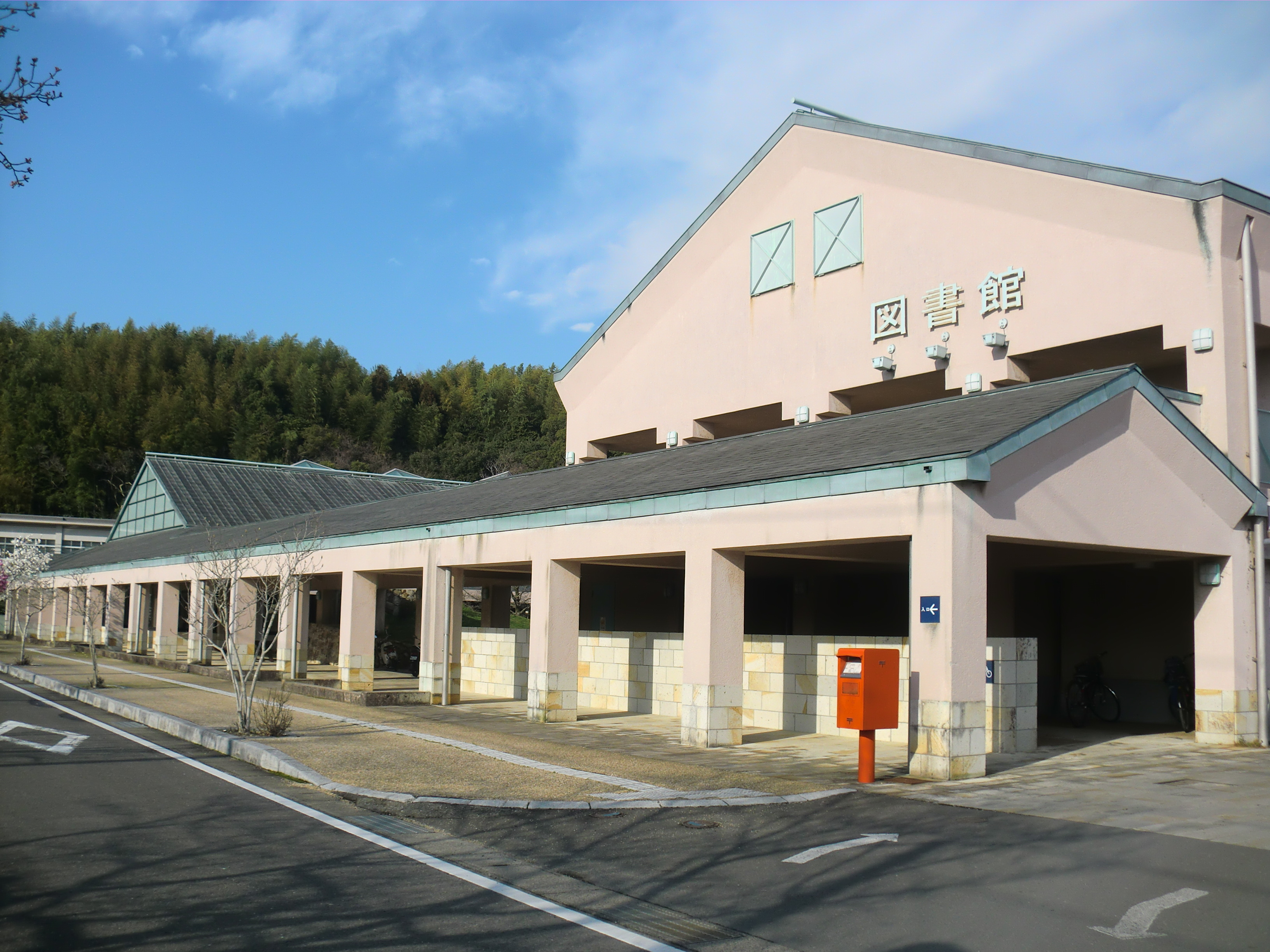
伊万里市民図書館

日本図書館協会で総務部長職にあった1978年（昭和53年）3月に日本図書館協会を退職し、図書館計画施設研究所を創設した。図書館計画施設研究所が基本計画を策定した図書館は100館を超え、佐賀県の伊万里市民図書館、福岡県の苅田町立図書館、埼玉県の小川町立図書館、千葉県の君津市立中央図書館などが挙げられる。故郷の北海道では唯一の存在として石狩市民図書館がある。1981年（昭和56年）には全国の図書館活動について記した雑誌『としょかん』を創刊し、この雑誌は菅原の死後の2015年（平成27年）まで、24年間にわたって100号の発行が行われた。

## 著書

### 単著
- 菅原峻『アメリカ図書館四十日』日本図書館協会、1971年。
- 菅原峻『母親のための図書館』晶文社、1980年。
- 菅原峻『これからの図書館』晶文社、1984年。ISBN 4-7949-5670-3。
- 菅原峻『情報と遊びのある広場 塩竈市民図書館の計画に参加して』日本ファイリング、1992年。
- 菅原峻『図書館きのう・今日・あす』図書館計画施設研究所、1996年。
- 菅原峻『図書館の明日をひらく』晶文社、1999年。ISBN 4-7949-6418-8。
- 菅原峻『図書館友の会養生訓』2007年。

### 翻訳書
- R.ミラー（著）『公共図書館の計画とデザイン』日本図書館協会、1978年